# Temple de Diane (Mérida)
Pour les articles homonymes, voir Temple de Diane.
Le temple de Diane (espagnol : Templo de Diana) est un temple romain construit au Ier siècle de notre ère dans la ville d'Augusta Emerita, capitale de la province romaine de Lusitanie, aujourd'hui connue sous le nom de Mérida (Espagne). Il a été érigé sur le forum municipal de la ville romaine selon la configuration habituelle des temples de l'antiquité classique et est le seul édifice religieux romain qui a survécu à Mérida dans un état de conservation acceptable. Il était en fait dédié au culte impérial, et non à la déesse Diane, et devait être l'un des principaux temples de la ville, à en juger par l'importance de sa dévotion et la place prééminente qu'il occupait dans l'espace urbain. Depuis 1993, il a été déclaré site du patrimoine mondial en tant que partie de l'ensemble archéologique de Mérida.

## Description
Le temple dit de Diane est situé dans ce qui était autrefois le forum central de Mérida, près du carrefour des deux artères principales de la ville, le cardo et le decumanus, dont le tracé suit l'actuelle rue Santa Eulalia. C'était l'un des édifices imposants qui entouraient cet espace. Orientée nord-sud, sa façade arrière aurait été parallèle au decumanus. Dans le grand espace du forum, le temple a été conçu avec sa propre enceinte de jardin, ouverte sur le forum, au moyen d'un portique de pilastres, avec deux bassins devant les façades principales.

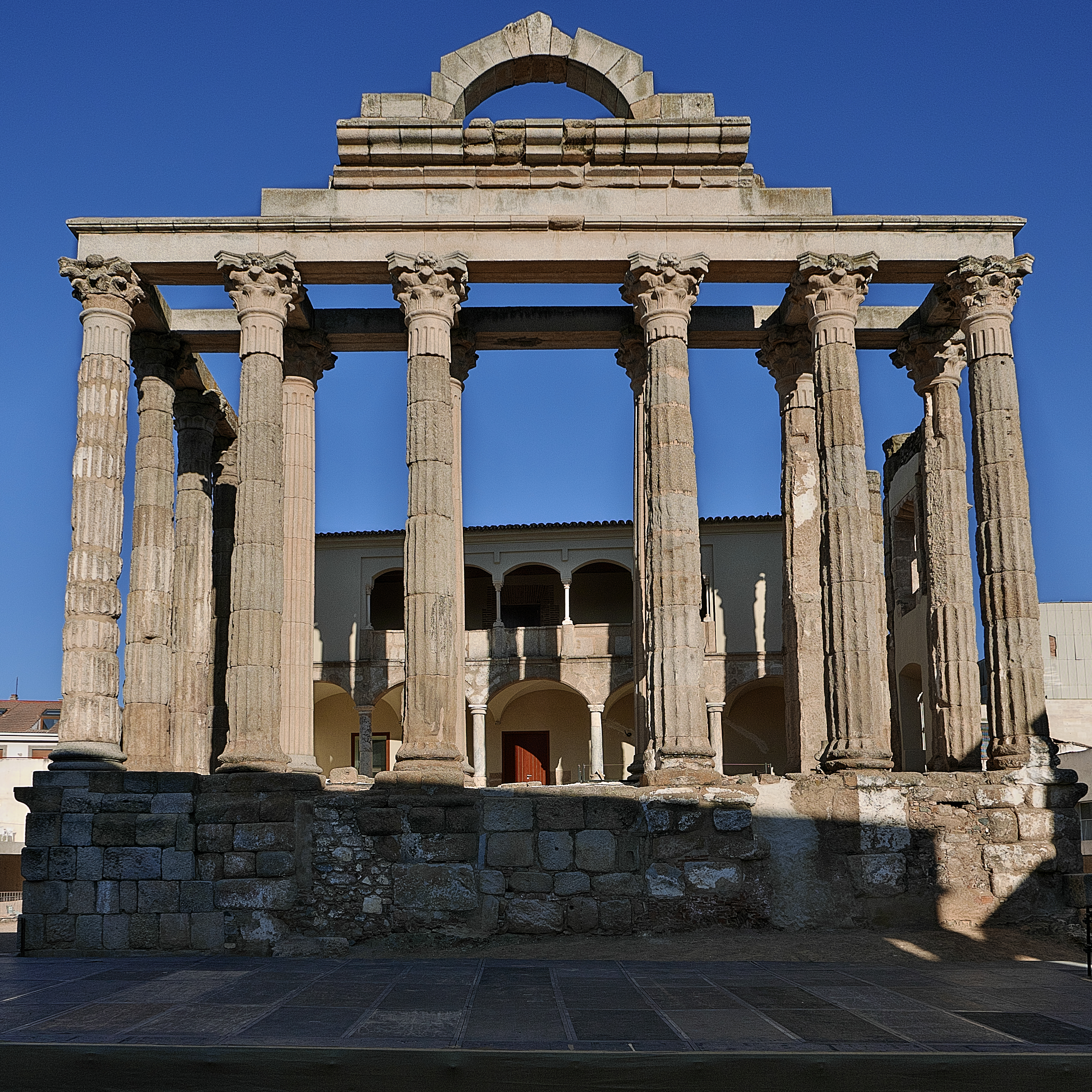
Frontispice du Temple de Diane

La structure de ce temple est similaire à celle de la Maison carrée de Nîmes ou des temples dédiés à Auguste à Vienne. Le bâtiment rectangulaire s'élève sur un podium de 3,23 m de hauteur recouvert de pierres de taille disposées en carreaux et boutisses et surmonté d'une corniche moulurée. Au-dessus de ce podium s'élève une colonnade dont on a conservé un peu plus de la moitié des colonnes, assez pour donner un aperçu de son volume original. C'est un temple périptère - c'est-à-dire entouré de colonnes - avec un portique hexastyle - six colonnes sur le devant - et onze colonnes sur les grands côtés. Les proportions du plan au sol sont de 32 × 18,5 m, tandis que les colonnes ont une hauteur de huit mètres.
Les colonnes, qui reposent sur des bases attiques, ont des fûts cannelés. Au-dessus des chapiteaux corinthiens de certaines sections, il reste la poutre de l'architrave, dont la décoration originale peut être devinée à partir de quelques fragments retrouvés lors des fouilles. Il ne reste aucun vestige de la toiture originale de l'édifice au-dessus de cette architrave, bien que la découverte de quelques pièces détachées suggère que le fronton triangulaire avait un arc en demi-cercle, aujourd'hui reconstruit, semblable à celui du temple d'Augustobriga à Talavera la Vieja (province de Cáceres).
Tous les éléments ont été réalisés en granite, extrait de diverses carrières des environs de Mérida, mais la finition extérieure qu'ils présentent aujourd'hui est très différente de l'original. Ils auraient été recouverts de stuc, comme on peut le voir sur certaines pierres de taille où il reste encore attaché au granite, dissimulant ainsi la rugosité de cette roche et donnant un contour plus raffiné à l'ornementation des colonnes et des chapiteaux. Il est même possible que le soubassement ait également été recouvert de cette manière, comme le suggèrent certains fragments de stuc découverts à sa surface.
L'intérieur du temple, le naos, ne peut pas être reconstitué pour l'instant. Il ne reste que quelques fondations internes qui laissent entrevoir la division de ce lieu sacré par des colonnes et l'extension de son espace jusqu'au premier entrecolonnement latéral, avec un petit portique à l'avant. Après la démolition de certaines des maisons attenantes à l'édifice romain, on a découvert que la façade principale se trouvait du côté sud, où le début de l'escalier du temple a été découvert. Dans le cadre du complexe religieux, des deux côtés de la façade se trouvaient deux bassins avec leurs canaux respectifs.

## Histoire

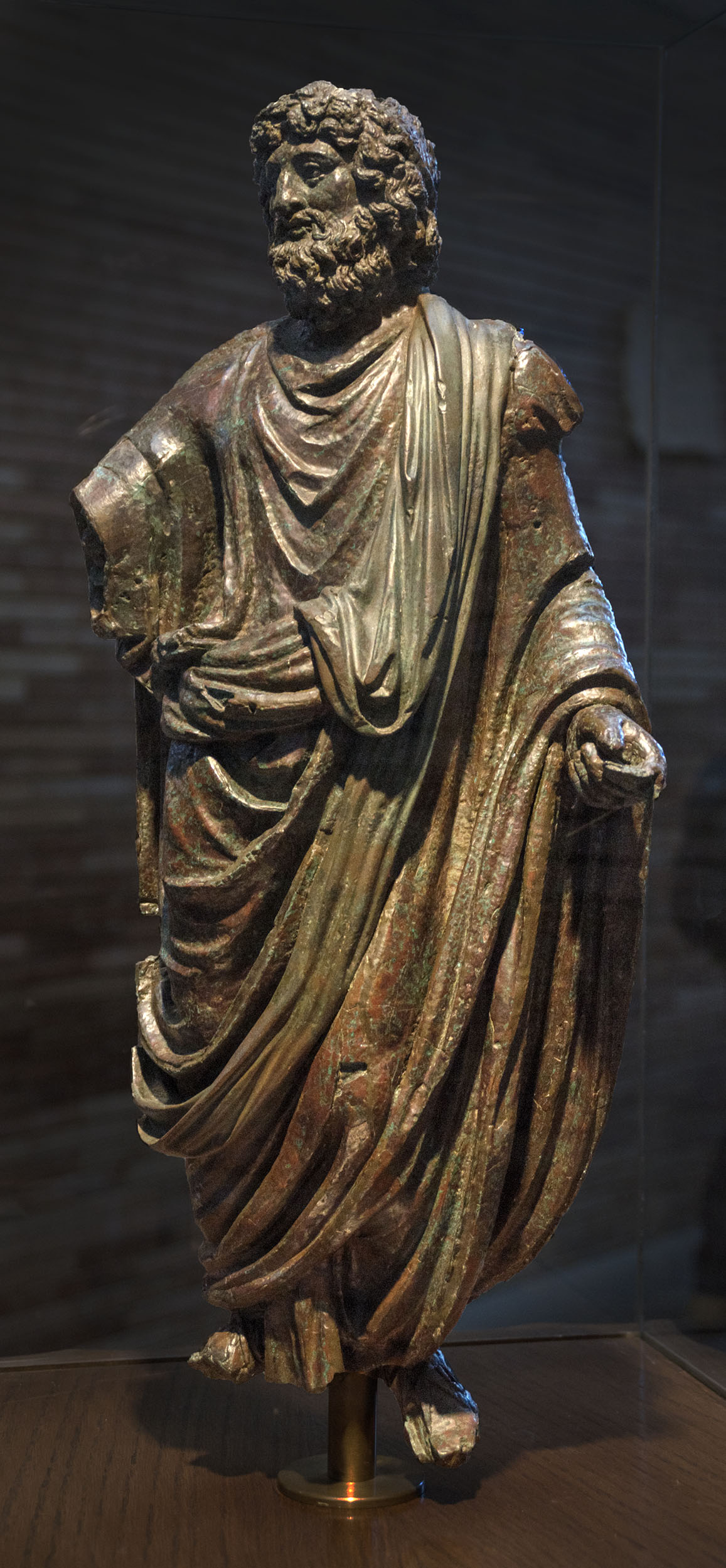
Genius du Sénat romain, bronze de 54,5 cm trouvé dans le temple en 1974. Musée National d'Art Romain.

L'époque à laquelle cette œuvre a été exécutée reste un sujet de réflexion. Certains aspects formels, tels que la forme des chapiteaux et la mise au point de la moulure de podium, ou l'utilisation d'un matériau comme le granit, sont des caractéristiques de l'architecture qui s'est développée au cours du Ier siècle de notre ère à partir de la période augustéenne. Dans le cadre de cette large période, les dernières conclusions indiquent que le règne de Tibère (14-37 ap. J.-C.), auquel appartiendrait très probablement une représentation sculpturale trouvée dans les fouilles du temple au XIXe siècle, est l'époque de la construction du temple. Certains détails indiquent une activité de construction dans le temple au cours de la dernière période flavienne (69-96 après J.-C.).
Au XVIe siècle, le Palais du Comte de los Corbos a été construit dans le naos, la salle intérieure de l'église, une construction qui a en partie assuré la survie de l'œuvre romaine. Ce palais possède une façade, des fenêtres et une double galerie de style Renaissance pour la construction desquelles des matériaux romains et wisigothiques ont été utilisés. Deux de ses fenêtres présentent des détails décoratifs de style mudéjar. En juin 2018, un centre d'interprétation a été inauguré dans le palais de Los Corbos, financé grâce aux contributions des membres du projet Mécènes, qui élabore son contenu autour de l'importance du bâtiment à l'époque romaine et de ses utilisations ultérieures,.

## Consécration
Le temple est appelé de Diane depuis que l'historien local Bernabé Moreno de Vargas l'a identifié comme tel au XVIIe siècle. Cependant, lors de fouilles archéologiques autour du bâtiment, plusieurs images sculpturales ont été trouvées à différentes époques qui ont permis de discerner le sens de son culte. À la fin du XIXe siècle, une sculpture d'un empereur de la dynastie julio-claudienne, probablement Tibère ou Claude, a été découverte. Puis, également lié à la personne de l'empereur, on a trouvé le Genius Augusti, symbole de la divinisation de l'empereur. Un petit bronze de l'époque antonienne représentant le Génie du Sénat, symbolisant le caractère divin du Sénat romain, complète cet ensemble remarquable. En plus de toutes ces découvertes significatives, il y a aussi une inscription faisant référence à un flamine, un prêtre du culte impérial. Tout porte à croire que le temple était en fait dédié au culte impérial, et qu'à ce titre, tant l'image de l'empereur que celle du Sénat déifié étaient vénérées à l'intérieur, un culte qui pouvait également être étendu à la déesse Rome. L'emplacement de ce temple de culte officiel dans la zone prééminente du forum de cette colonie romaine et dans une position élevée corrobore son but.

## Galerie

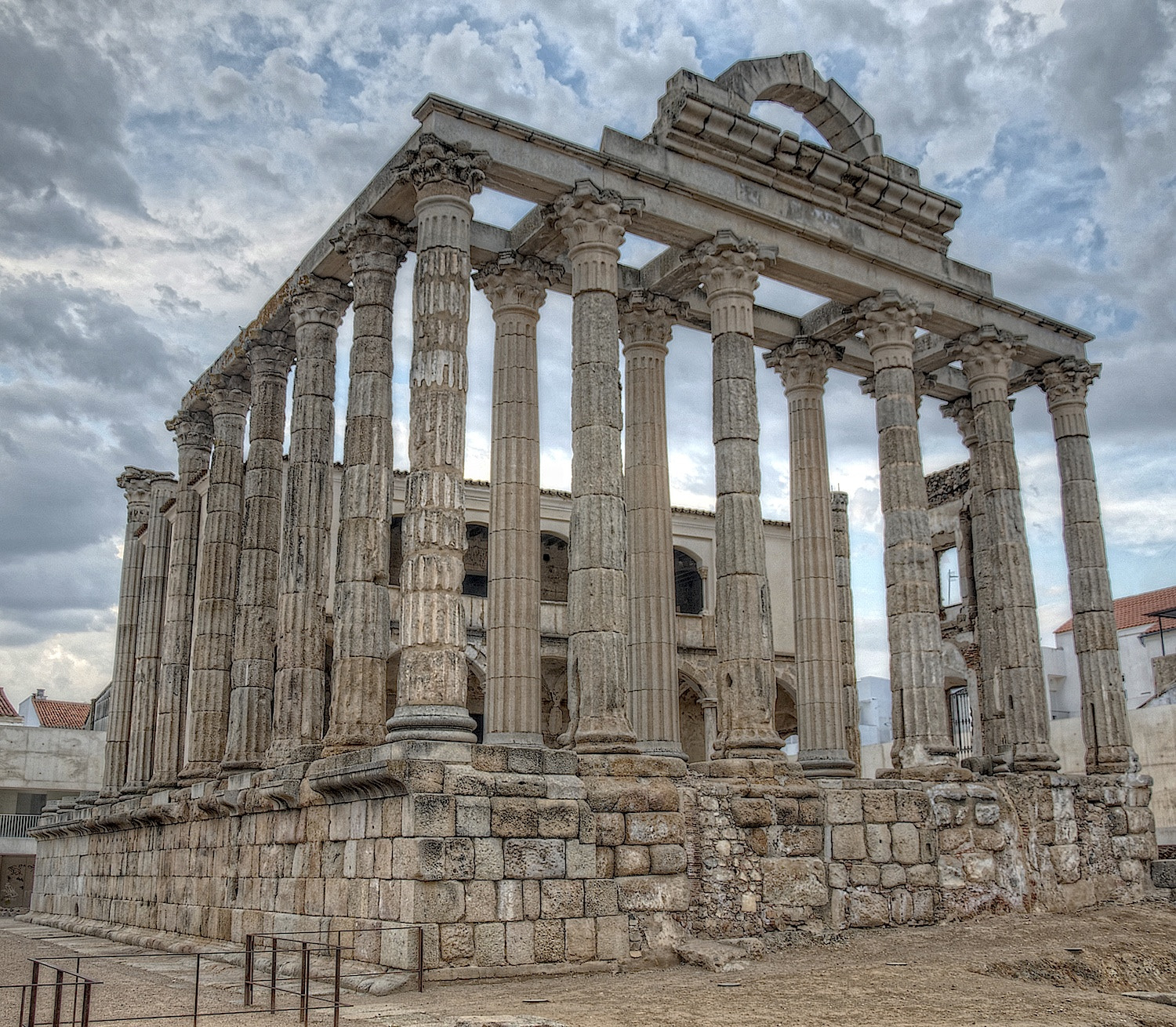
Vue générale.
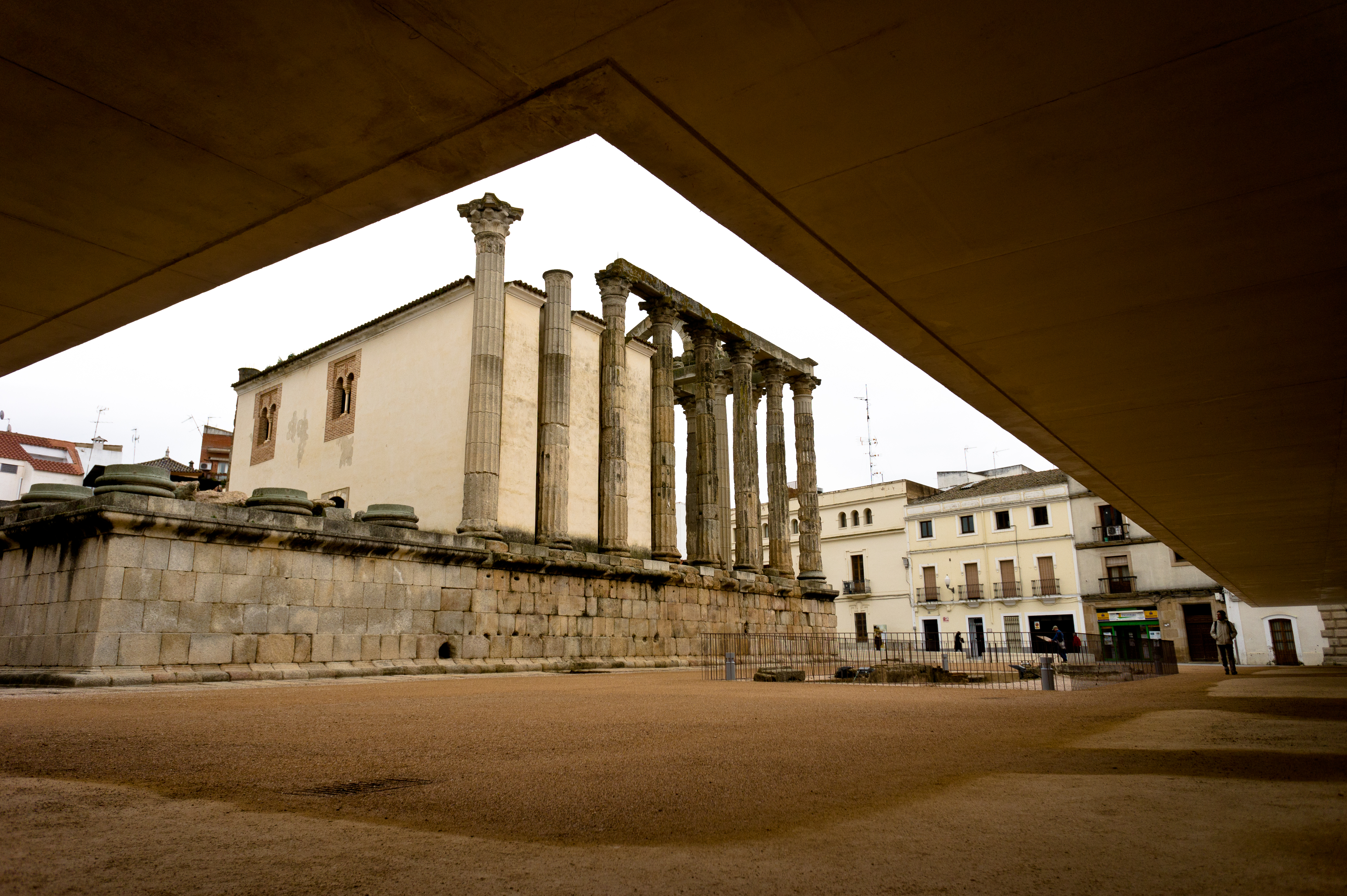
Côté ouest et façade arrière.
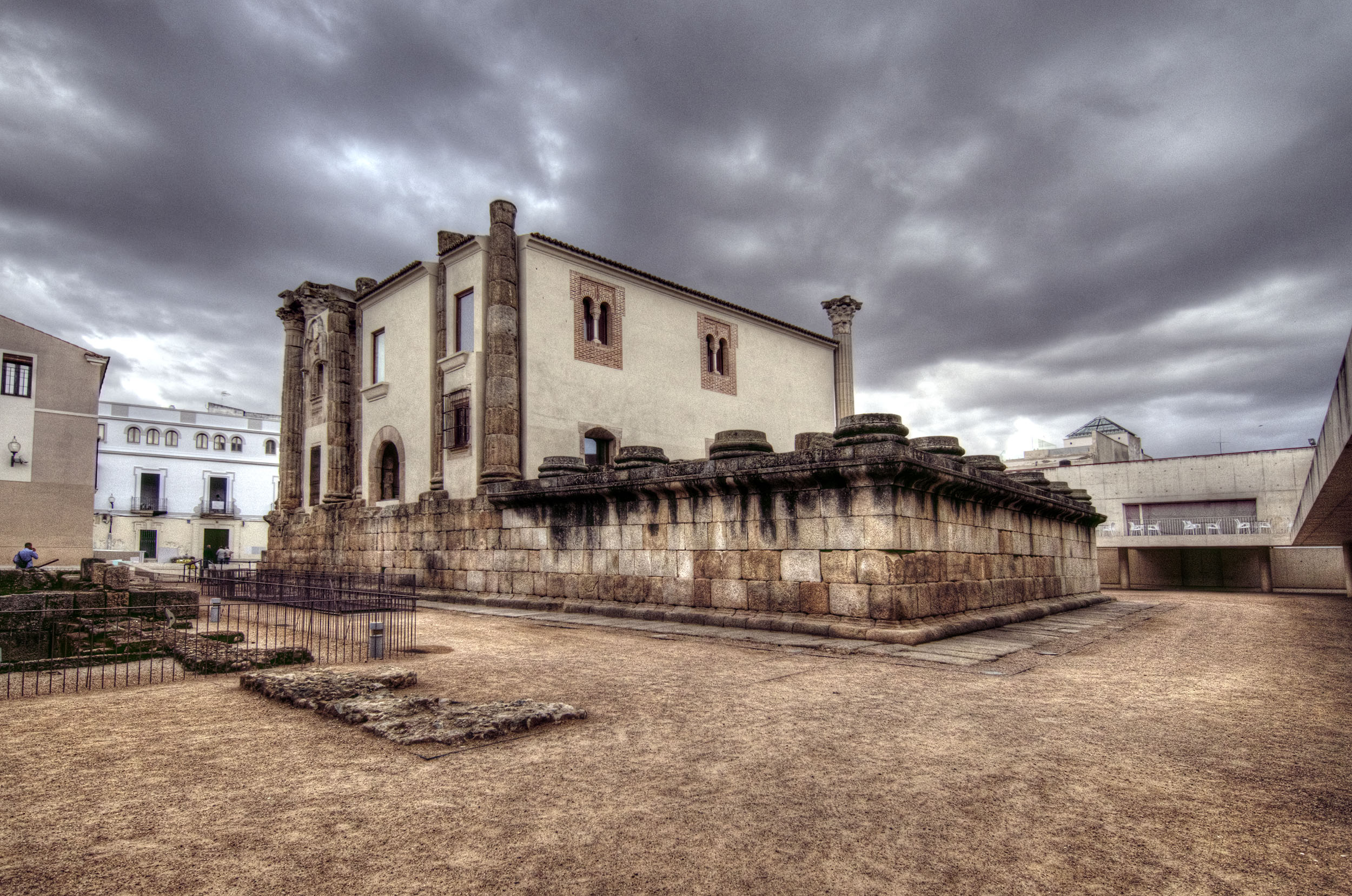
Coin nord.
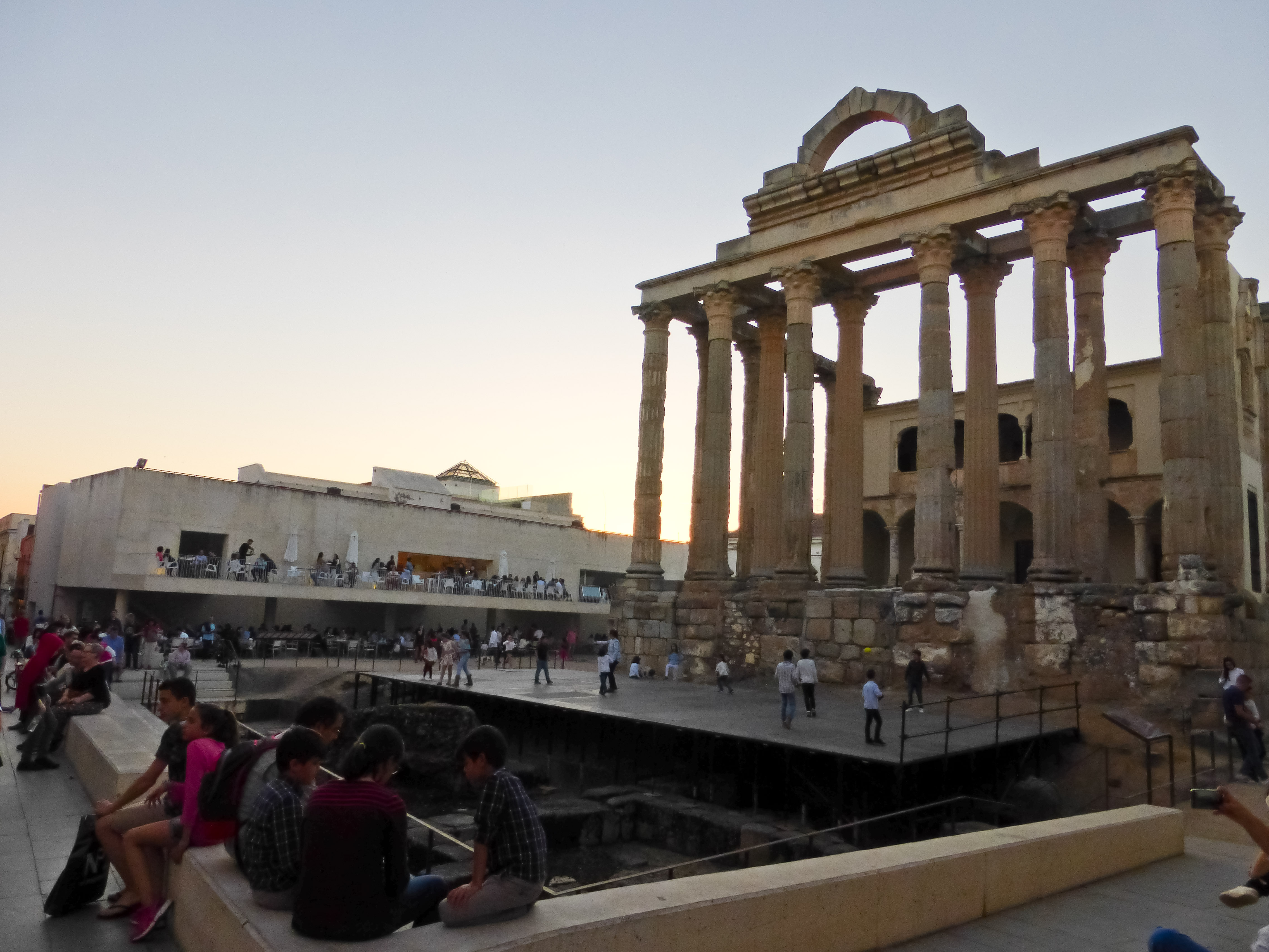
Ruines face à la façade.
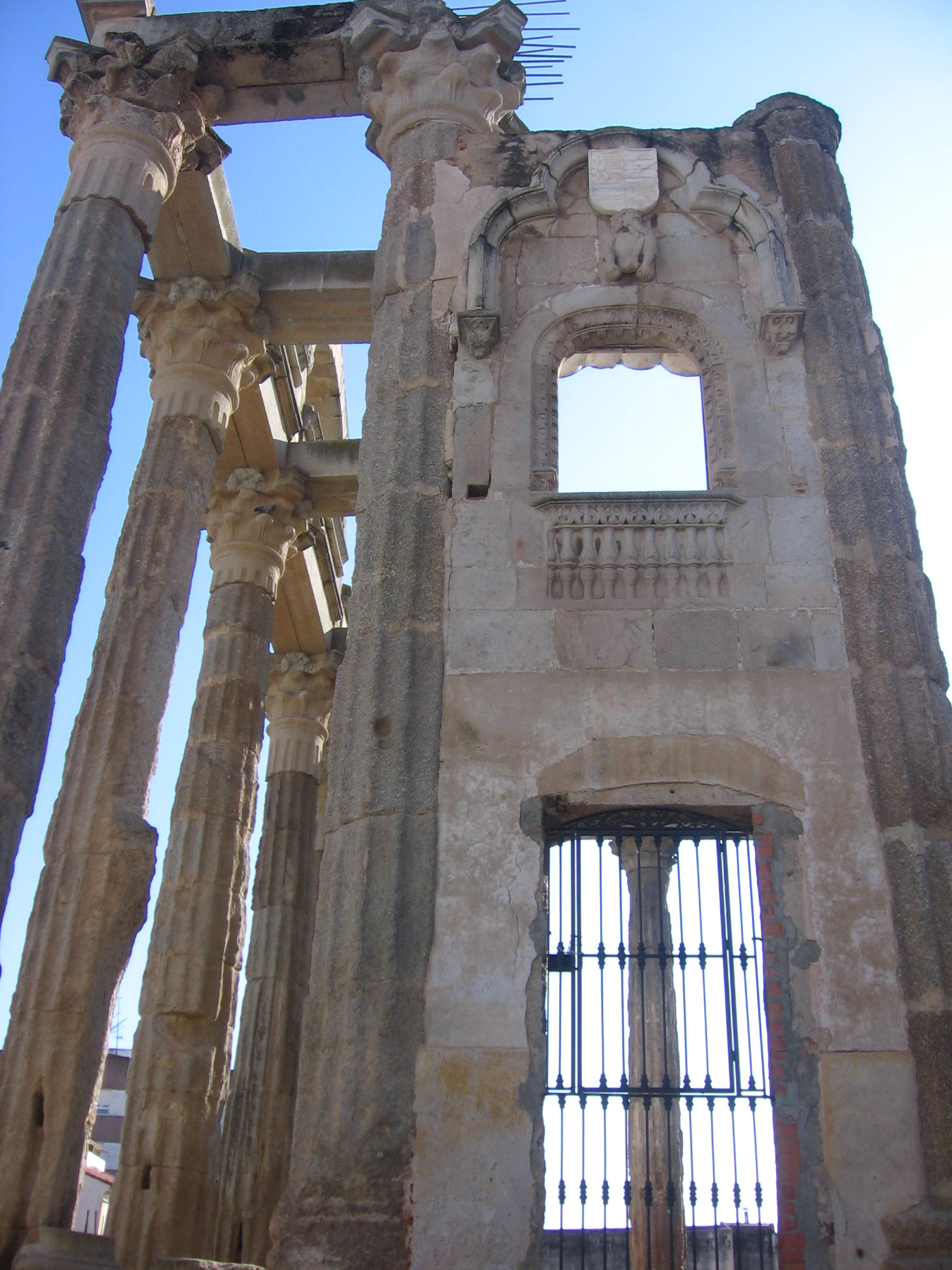
Balcon du palais du Comte des Corbos, du XVIe siècle.